# NGC 7656
NGC 7656 este o galaxie situată în constelația Vărsătorul. A fost descoperită în 9 octombrie 1885 de către Francis Leavenworth.